# Ferrerías
Ferrerías (catalansk: Ferreries) er en by og kommune i det østlige Spanien på øen Menorca i provinsen De Baleariske Øer. Den har et indbyggertal på 5.114 (2024) indbyggere.